# Eimantas Stanionis
Eimantas Stanionis (* 17. August 1994 in Kaunas) ist ein litauischer Boxer. Am 16. April 2022 wurde er mit einem Sieg gegen Radschab Butajew in Arlington (Texas) Weltmeister der WBA im Weltergewicht und damit Litauens erster Boxweltmeister. Bei den Amateuren gewann Stanionis die Europameisterschaft 2015 in Samokow und vertrat Litauen bei den Olympischen Spielen 2016 in Rio de Janeiro.

## Amateurkarriere
Stanionis begann 2007 im Alter von 13 Jahren mit dem Boxsport und gewann 141 von 160 Amateurkämpfen. Sein Haupttrainer war Vidas Bružas. Er wurde 2010 Litauischer Juniorenmeister im Fliegengewicht und gewann bei der Junioren-Europameisterschaft desselben Jahres in Lwiw eine Bronzemedaille. 2011 wurde er Litauischer Jugendmeister im Bantamgewicht und erreichte im selben Jahr bei der Jugend-Europameisterschaft in Dublin einen fünften Platz, nachdem er im Viertelfinale knapp gegen Radschab Butajew unterlegen war. 2012 wurde er Litauischer Jugendmeister im Halbweltergewicht und startete bei der Jugend-Weltmeisterschaft desselben Jahres in Jerewan. Mit drei Siegen, darunter gegen Arthur Biyarslanov, erreichte er erneut ein Viertelfinale, wo er gegen Pərviz Bağırov auf einem fünften Platz ausschied.
Bei den Erwachsenen wurde er 2012 im Halbweltergewicht und dann von 2013 bis 2015 im Weltergewicht jeweils Litauischer Meister. Bei der Europameisterschaft 2013 in Minsk unterlag er in der Vorrunde mit 1:2 gegen Simeon Chamow und bei der Weltmeisterschaft 2013 in Almaty in der zweiten Vorrunde ebenfalls mit 1:2 gegen Aram Amirkhanian.
Nachdem er bei der EU-Meisterschaft 2014 in Sofia nach einer 1:2-Finalniederlage gegen Simeon Chamow die Silbermedaille erkämpft hatte, gewann er bei der Europameisterschaft 2015 in Samokow die Goldmedaille; nach jeweils einstimmigen Siegen gegen Balázs Bácskai, Simeon Chamow und Youba Sissokho hatte er das Finale erreicht, wo er Pawel Kastramin vorzeitig besiegen konnte. Er wurde damit der erste Amateur-Box-Europameister Litauens seit Vitalijus Karpačiauskas 1993. Für August 2015 wurde er von der AIBA als erster Litauer zum Boxer des Monats ernannt. Bei der anschließenden Weltmeisterschaft 2015 in Doha schlug er Adam Nolan und Gabriel Maestre, ehe er im Viertelfinale mit 1:2 gegen Liu Wei ausschied.
2016 gewann er die europäische Olympiaqualifikation in Samsun mit Siegen gegen Alban Beqiri, Paulo Bernardes, Vasile Belous und Vincenzo Mangiacapre. Er startete dann bei den Olympischen Spielen 2016 in Rio de Janeiro, wo ihm diesmal ein Sieg gegen Liu Wei gelang, ehe er gegen den späteren Silbermedaillengewinner Shaxram Gʻiyosov unterlag.

### Deutsche Bundesliga
Von 2013 bis 2015 vertrat er die Boxabteilung des SV Motor Babelsberg in der deutschen Bundesliga und gewann dort alle seine acht Kämpfe, darunter gegen Max van der Pas und Araik Marutjan.

### AIBA Pro Boxing (APB)
Stanionis nahm darüber hinaus von 2014 bis 2016 an der semiprofessionellen AIBA Pro Boxing (APB)-Serie teil, wo er eine Bilanz von vier Siegen (Marcos Nader, Gyula Káté, Tamerlan Abdullajew, Amin Ghasemipour) und drei Niederlagen (Onur Şipal, Andrei Samkowoi, Rayton Okwiri) erzielte.

## Profikarriere
Im Dezember 2016 wurde er vom in den USA tätigen Schweizer Promoter Richard Schaefer (Ringstar Sports) unter Vertrag genommen und gewann sein Profidebüt am 9. April 2017 in Los Angeles. Sein erster Cheftrainer wurde Freddie Roach, ehe er bei Ronnie Shields in Houston trainierte und Anfang 2020 zu seinem ehemaligen Co-Trainer Marvin Somodio in das Gym von Roach in Los Angeles zurückwechselte.
Nach 13 Siegen in Folge, im letzten davon im April 2021 in einem WBA-Ausscheidungskampf gegen Thomas Dulorme, endete sein Kampf gegen Luis Collazo im August 2021 wertungslos, nachdem der US-Amerikaner durch einen Zusammenstoß mit den Köpfen eine Cutverletzung erlitten hatte, welche zum Abbruch des Kampfes in der vierten Runde führte. Bis dahin hatte Stanionis nach Punkten vorne gelegen. Im Oktober 2021 wurde Stanionis von Richard Schaefers neuem Box- und Medienunternehmen Probellum unter Vertrag genommen.
Am 16. April 2022 boxte er im texanischen AT&T Stadium von Arlington als Nummer 1 der WBA-Herausforderer um den regulären WM-Titel des Verbandes und siegte dabei gegen den ebenfalls ungeschlagenen russischen Titelträger Radschab Butajew per Mehrheitsentscheidung nach Punkten. Als Amateur war Stanionis 2011 bei der Jugend-Europameisterschaft gegen Butajew unterlegen.
Seine erste Titelverteidigung gewann er am 4. Mai 2024 in Las Vegas einstimmig nach Punkten gegen den ungeschlagenen Venezolaner Gabriel Maestre, ebenfalls ein Olympiateilnehmer von 2016, der bereits bei der Amateur-WM 2015 von Stanionis besiegt worden war. Am 12. April 2025 boxte er in einem Vereinigungskampf gegen den IBF-Weltmeister Jaron Ennis und verlor das Duell in Atlantic City (New Jersey) vorzeitig in Runde 6.